# تووکوویتسه (استان اشوی‌داشکسیه)
تووکوویتسه (به لهستانی: Tułkowice) یک منطقهٔ مسکونی در لهستان است که در گمینا ویلچتسه واقع شده‌است.